# Time of Flight

Fig 1. Representació gràfica del Temps de vol

El temps de vol (normalment conegut com a TOF, de l'anglès Time Of Flight) és la mesura del temps que triga un objecte, una partícula o una ona (acústica, electromagnètica o d'altra mena) en recórrer una distància determinada en un mitjà determinat
A partir de la mesura del temps és possible obtenir la distància recorreguda, la velocitat i altres magnituds com l'energia cinètica o com a forma d'aprendre sobre les propietats de la partícula o del medi (com ara la composició o el cabal). L'objecte es pot detectar directament (per exemple, mitjançant un detector d'ions en espectrometria de masses) o indirectament (per exemple, mitjançant la llum dispersada per l'objecte en velocimetria doppler làser).

## Principals tècniques
El temps de vol es pot mesurar mitjançant diverses tècniques basades en la mesura del temps recorregut per l'objecte per creuar un espai preestablert..

### Física de les partícules
En la física de partícules, la mesura del TOF s'utilitza principalment per determinar el tipus de partícula detectada. Un experiment clàssic de mesurament de TOF consisteix en dos escintil·ladors a una distància predefinida. A partir de la mesura del TOF s'obté la velocitat de la partícula i, conseqüentment, la seva variable {\displaystyle \beta =v/c}, que representa la relació entre la velocitat de la partícula i la velocitat de la llum. Coneixent l'impuls inicial de la partícula, és possible derivar la massa de la partícula de l'equació simple:
{\displaystyle P\ =\ \gamma \ m\ v\ =\ \gamma \ m\ \beta c}
on:
- {\displaystyle P} és l'impuls de la partícula,
- {\displaystyle \gamma } és el factor Lorentz, en funció de {\displaystyle \beta },
- {\displaystyle \beta } és la relació entre la velocitat de la partícula {\displaystyle v} i la velocitat de la llum {\displaystyle c},
- {\displaystyle m} és la massa de la partícula.

Per exemple, a l'experiment que va suposar el descobriment de l'antiprotó, dos escintiladors col·locats a 12 m de distància van permetre mesurar el TOF dels pions i antiprotons produïts per la col·lisió, amb un pols de 1,19 GeV/c. El TOF dels pions era de 42 ns, mentre que el TOF dels antiprotons era d'uns 50 ns: coneixent la variable {\displaystyle \beta } (0.99 per a pions, 0,78 per a antiprotons, per aquest valor d'impuls precís), es va poder rastrejar el tipus de partícula.

### Espectrometria de masses

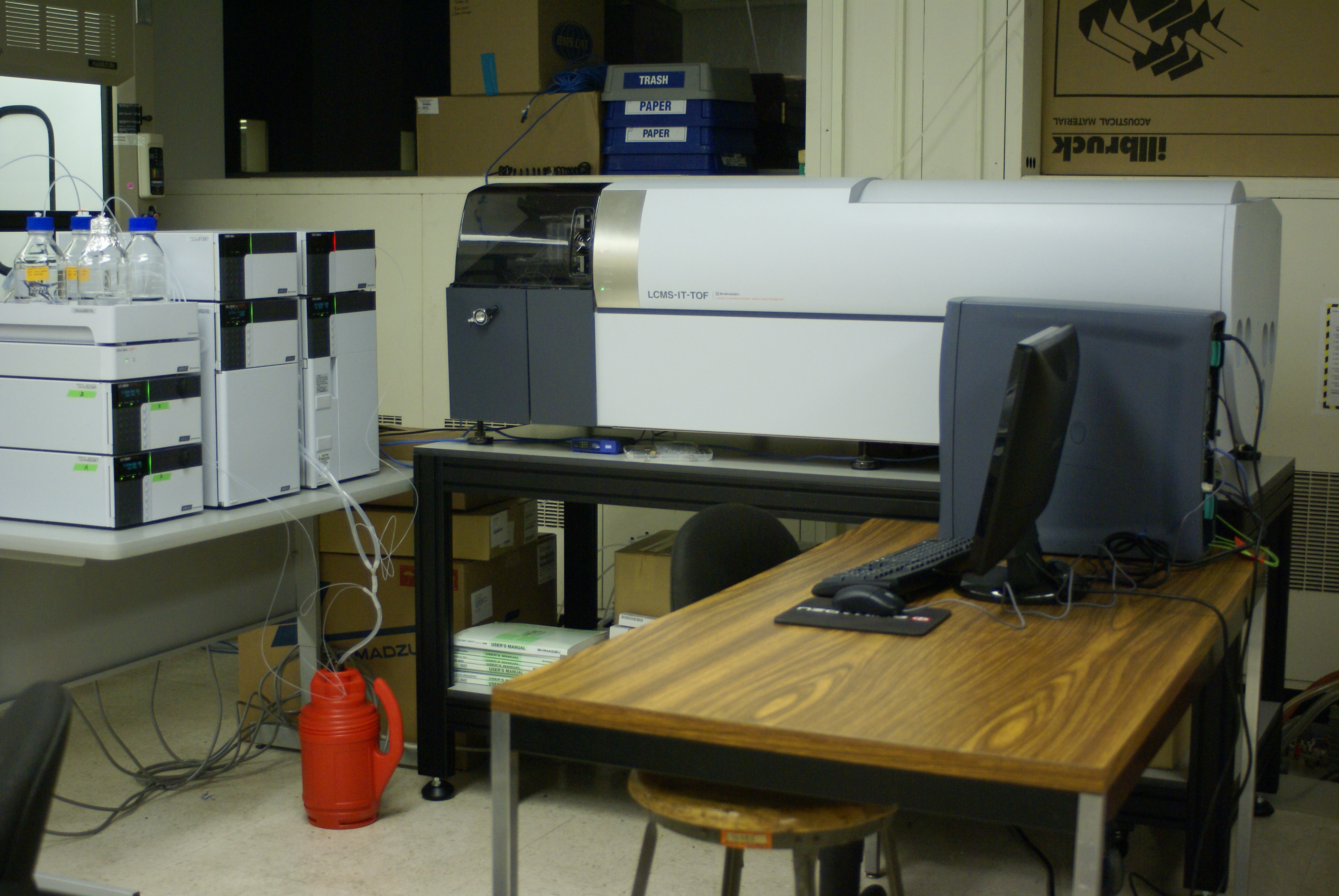
Trampa ionica a temps de vol de la Shimadzu

En espectrometria, la tècnica TOF s'utilitza per a mesures sobre ions accelerats per un camp elèctric: els ions són accelerats fins a la mateixa energia cinètica, però, a causa d'una relació de càrrega de massa diferent, tenen velocitats diferents. Per aquest motiu, la mesura del temps de vol permet obtenir la velocitat de l'ió, a partir de la qual es pot extreure la relació massa/càrrega. En particular, en el cas dels electrons (ja que la seva càrrega és invariable), la mesura del temps de vol permet obtenir la seva energia cinètica.
La tècnica d'espectrometria de masses en temps de vol (indicada amb l'acrònim TOFMS) es realitza amb l'analitzador de temps de vol que és capaç de distingir ions caracteritzats per càrrega i massa diferents, que, si s'accelera pel mateix potencial, viatjaran. un espai igual en diferents moments. Aquest analitzador particular només es pot combinar amb algunes fonts, algunes per impulsos, com el MALDI. Per superar aquesta limitació, és possible situar l'equip ortogonalment a la font.

### Electrònica-Smartphone
En electrònica, el mesurament del TOF s'utilitza per estimar la mobilitat electrònica. Inicialment, la tècnica es va utilitzar per al mesurament de pel·lícules primes i semiconductors de baixa conductivitat, i avui dia per apagar la pantalla d'un smartphone quan l'acostes a l'orella. S'utilitza freqüentment en estructures de juntes compostes de metall-dielèctric-metall i per a transistors OFET (orgànic FET, amb semiconductor orgànic). L'excés de càrregues es generen per raigs làser o impulsos elèctrics.

### Espectroscòpia infraroja
Dins del camp de l'espectroscòpia d'infraroig proper (NIRS), el mètode TOF s'utilitza per mesurar les distàncies recorregudes per diferents longituds d'ona en un mateix medi, a partir de les quals és possible obtenir la composició i propietats del medi estudiat.